# رایان لئونارد
رایان لئونارد (انگلیسی: Ryan Leonard؛ زادهٔ ۲۴ مهٔ ۱۹۹۲) بازیکن فوتبال اهل بریتانیا است.
از باشگاه‌هایی که در آن بازی کرده است می‌توان به باشگاه فوتبال پلیموث آرگیل، باشگاه فوتبال تیورتون تاون، باشگاه فوتبال وستون سوپر مار، و باشگاه فوتبال ساوتند یونایتد اشاره کرد.